# ترنکولایدیایت
ترنکولایدیایت (به انگلیسی: Tranquillityite) کانی از کانی‌های سیلیکات با فرمول شیمیایی ‎(Fe2+)8Ti3Zr2 Si3O24 می‌باشد. این کانی نخستین بار در سال ۱۹۶۹ در سطح ماه و توسط فضانوردان پایگاه آسایش در خاک ماه یافت شد و بر اساس نام گودالی بزرگ بر روی سطح ماه به نام دریای آسایش نام گذاری گشت. این کانی شامل عناصری چون آهن، اکسیژن، سیلیسیم، زیرکونیم، تیتانیم و به میزان کمتری ایتریم و کلسیم می‌باشد.
ترنکولایدیایت به همراه آرمالکولایت و پایراکسفروات کانی‌هایی بودند که نخستین بار بر روی سطح ماه کشف شدند. بعدها این کانی بر روی سطح زمین نخستین بار در استرالیا و در سال ۲۰۱۱ میلادی یافت شد و در آزمایشگاه به صورت خالص‌شده درآمد.